# Етринген (Вертах)
Етринген (њем. Ettringen) општина је у њемачкој савезној држави Баварска. Једно је од 52 општинска средишта округа Унтералгој. Према процјени из 2010. у општини је живјело 3.297 становника. Посједује регионалну шифру (AGS) 9778137.

## Географски и демографски подаци
Етринген се налази у савезној држави Баварска у округу Унтералгој. Општина се налази на надморској висини од 581 метра. Површина општине износи 41,5 km². У самом мјесту је, према процјени из 2010. године, живјело 3.297 становника. Просјечна густина становништва износи 79 становника/km².